# Antonio Verini
Antonio Verini (Campotosto, 30 giugno 1936 – L'Aquila, 12 settembre 2021) è stato un politico italiano.

## Biografia
Nato a Mascioni (frazione del comune di Campotosto) nel 1936, conseguì la laurea in lettere e diventò preside di scuola media. Si iscrisse alla Democrazia Cristiana già dal 1957, rimanendovi fino allo scioglimento, avvenuto nel 1994.
Alle elezioni regionali in Abruzzo del 1995 fu candidato nella lista di centro-sinistra Patto dei Democratici, senza essere eletto. Si candidò nuovamente alle elezioni regionali del 2000 con I Democratici, nuovamente senza risultare eletto. Dal 2001 fu esponente della Margherita, di cui diventa segretario provinciale all'Aquila, venendo eletto anche consigliere provinciale. Alle elezioni regionali del 2005 venne infine eletto nel Consiglio regionale dell'Abruzzo con 8 370 voti nelle file della Margherita.
Alle elezioni politiche del 2006 viene eletto alla Camera dei deputati per la XV legislatura della Repubblica Italiana nella circoscrizione XVII Abruzzo per L'Ulivo, venendo proclamato il 28 aprile di quell'anno. Si dimise però dall'incarico dopo pochi mesi, il 19 settembre, decidendo di restare in carica come consigliere regionale in Abruzzo.
Contrario all'unione fra La Margherita e Democratici di Sinistra, che diede vita al Partito Democratico, nell'autunno 2007 del Verini fu fra i fondatori dei Liberal Democratici, guidati da Lamberto Dini. In Consiglio regionale abruzzese, nel maggio 2008, assieme a Liberato Aceto (UDEUR) e Angelo Di Paolo (PPE-DC), forma una "Federazione di centro". Alle successive elezioni regionali del dicembre 2008 fu candidato nella lista "Rialzati Abruzzo!", nella coalizione di centro-destra, senza risultare eletto.
Dal 2014 fu coordinatore regionale abruzzese della Democrazia Cristiana di Angelo Sandri; tale partito il 7 luglio 2018 aderisce alla Democrazia Cristiana di Gianfranco Rotondi. Alle elezioni regionali in Abruzzo del 2019 sostiene la lista "Democrazia Cristiana-Unione di Centro-IdeA", facente parte della coalizione di centro-destra, che ottenne il 2,88% dei voti. È morto all'Aquila nel 2021 per complicazioni conseguenti un intervento ospedaliero.